# 21 Lutécia
21 Lutécia é um grande asteroide do cinturão de asteroides que tem um tipo espectral incomum e mede cerca de 96 km de diâmetro, sendo o maior asteroide visitado pela sonda espacial Rosetta em julho de 2010. O nome Lutécia deriva do nome latino da cidade de Paris (Lutécia).

## Descoberta e exploração
21 Lutécia foi descoberto em 15 de novembro de 1852 por Hermann Goldschmidt, durante observações feitas da varanda de seu apartamento, em Paris.
Em 10 de julho de 2010, a sonda espacial europeia Rosetta passou a 3 160 km de 21 Lutécia, a uma velocidade de 15 km/s, durante sua ida ao cometa 67P/Churyumov-Gerasimenko, onde deverá pousar em 2014. 21 Lutécia foi o primeiro asteroide tipo M a ser visitado por uma sonda espacial.